# 罗奕龙
罗奕龙（葡萄牙語：Lo Iek Long，1978年—），男，澳门医生、政治人物。曾任仁伯爵綜合醫院医务主任以及澳門中華新青年協會會長。現任澳門特別行政區政府衛生局局長、澳门青年联合会会长、中华全国青年联合会副主席以及第十二届河南省委员。2021年，時任衛生局局長李展潤以健康理由退休並卸任局長職務，其後罗奕龙被確定繼任為澳門衛生局局長，並且於2021年4月1日就任，成為澳門回歸後最年輕的衛生局局長。